# Циклобутан
Циклобутанът е циклоалкан и органично съединение с формула (CH2)4. Представлява безцветен газ, който се разпространява комерсиално в течно състояние. Сам по себе си циклобутанът няма комерсиално или биологично значение, но по-сложните му деривати са важни в биологията и биотехнологиите.

## Структура
Връзките между въглеродните атоми имат относителна ниска енергия на свързване от сходните линейни въглеводороди (бутан или циклохексан). Следователно, циклобутанът е нестабилен при нагряване над 500 °C.
Четирите въглеродни атома в съединението на циклобутана не са копланарни, като пръстенът обикновено приема нагъната или изкривена конформация. Единият от въглеродните атоми сключва 25° ъгъл с равнината, образувана от другите три въглеродни атома. Еквивалентните нагънати конформации са взаимно преобразуваеми:
Възможно е получаването му и от циклобутил бромид чрез хидролиза на реактива на Гриняр, при което добивите са 83%.

## Получаване
Съществуват различни методи за получаване на циклобутан. Алкените димеризират след облъчване с ултравиолетови лъчи. 1,4-дихалобутаните се преобразуват в циклобутани след дехалогенация с редуциращи метали. За пръв път е синтезиран през 1907 г. от Джеймс Брус и Рихард Вилщетер чрез хидрогенация на циклобутен в присъствието на никел.

## Биологично значение
Въпреки вроденото си структурно напрежение, циклобутанът се среща в природата. Един необичаен пример за това е пентациклоанамоксичната киселина, която представлява ладеран от 5 съединени единици циклобутан. Напрежението в това съединение е около три пъти по-голяма от това в циклобутана. Среща се в бактериите, извършващи анаеробно амониево окисление, където образува част от много тясна и плътна мембрана, за която се смята, че защитава организма от токсичните хидроксиламин и хидразин, участващи в производството на азот и вода от йоните на нитрит и амоняк.
Фотодимерите на циклобутана се образуват от фотохимични реакции, които водят до сдвояване на двойните C=C връзки на пиримидините. Тиминовите димери, които се създават между два тимина, са най-разпространените от фотодимерите. Тези димери се поправят лесно от ензими чрез ексцизионна поправка на нуклеотидите. Ксеродермата е генетично заболяване, при което такова поражение не може да се поправи, което от своя страна води до обезцветяване на кожата и тумори вследствие излагане на ултравиолетови лъчи.
Карбоплатинът е противораково лекарство, което се прави от циклобутан-1,1-дикарбоксилна киселина.